# Kunnes siitä tuli totta
Kunnes siitä tuli totta (in finlandese "Fino a quando non divenne vero") è il dodicesimo album in studio del gruppo musicale rock finlandese Apulanta, pubblicato il 9 ottobre 2015.
Il primo singolo estratto dall'album è stato Sun kohdalla, pubblicato il 14 gennaio 2015. Il secondo singolo, Valot pimeyksien reunoilla, venne pubblicato il 18 settembre 2015 e raggiunse la prima posizione nella classifica dei singoli più trasmessi in radio sia nel 2015 sia nel 2016.
L'album è entrato nella classifica finlandese nella 42ª settimana del 2015, raggiungendo la terza posizione.

## Tracce
1. Sensaatio – 3:29
2. Sun pitäis luovuttaa – 4:12
3. Sun kohdalla – 4:06
4. Palava pensas – 3:38
5. Valot pimeyksien reunoilla – 4:27
6. Styranki – 4:08
7. Miinus nolla – 2:56
8. Viime vuoden marraskuuhun – 3:40
9. Käärmeöljy – 3:44
10. Loppunäytös – 4:23

## Classifica
| Classifica | Massima posizione |
| ---------- | ----------------- |
| Finlandia  | 3                 |